# David Oistrach
David Fjodorovič Oistrach (přepisem z ruštiny Ojstrach, rusky Давид Фёдорович Ойстрах; 30. září 1908 Oděsa – 24. října 1974 Amsterdam) byl ruský houslista, dirigent a pedagog židovského původu. 

## Život
Narodil se jako David Kolker, stejnojmennému otci Davidu Kolkerovi a Isabelle Stepanovně Kolker, operní pěvkyni. Ta si později vzala Fjodora Davidoviče Oistracha, houslového amatéra, jehož příjmení přijal za své.
Na housle začal hrát v pěti letech. Od šesti let hrál v Oděse, která byla proslulá svými houslovými školami, ve třídě prof. Petra Solomonoviče Stoljarského. Jako patnáctiletý byl přijat na konzervatoř, kde dále pokračoval ve studiu u prof. Stoljarského. Na konzervatoři ve školním orchestru začal sbírat první zkušenosti. Nejprve jako violista, později jako koncertní mistr a sólista. Konzervatoř ukončil v roce 1926 a začal svou koncertní kariéru jako houslový mistr oděského symfonického orchestru.

### Koncertní činnost
Pracoval na svém repertoáru, postupně si získával uznání jako jeden z nejtalentovanějších mladých houslistů. Byl zván na vystoupení v Charkově, Kyjevě, Leningradu, Moskvě. V roce 1928 se přestěhoval do Moskvy, kde se aktivně účastnil hudebního dění, spřátelil se s vynikajícími profesory konzervatoře a získával od nich pedagogické zkušenosti. V roce 1934 se stal pedagogem na Moskevské konzervatoři. Začala Oistrachova spolupráce s Moskevskou filharmonií a pro komorní vystoupení našel dlouholetého partnera ve vynikajícím klavíristovi  Lvu Oborinovi. Dostal příležitost účinkovat i v zahraničí. V roce 1935 získal druhou cenu na Mezinárodní houslové soutěži  ve Varšavě, o dva roky později vyhrál soutěž  v Bruselu. Jeho reputace rostla, hodně koncertoval po celém Sovětském svazu. Uváděl i nová díla, která mu věnovali Mjaskovskij, Chačaturjan  nebo Prokofjev.
Během druhé světové války aktivně podporoval bojovou morálku v ohrožené vlasti. Vystupoval jako sólista na mobilizačních místech, v nemocnicích, v obleženém Leningradu, před námořníky severní flotily. Od roku 1943 hrál společně  s klavíristou Oborinem a violoncellistou Knuševickým. Tento soubor (David Oistrach trio) existoval až do smrti S. Knuševického v roce 1963.  V roce 1942 se stal členem komunistické strany. Za koncertní činnost ve velké vlastenecké válce mu byla udělena Stalinova cena, Leninův řád a medaile za statečnost. 
Po válce začal s aktivní koncertní činností. V květnu 1945 vzbudilo velký zájem veřejnosti jeho provedení Dvojkoncertu J. S. Bacha v Moskvě společně s Y. Menuhinem, který přišel do SSSR  jako první zahraniční interpret po válce. V roce 1946 vystoupil na festivalu  Pražské jaro, kam pravidelně přijížděl i v dalších letech. Zúčastnil se celkem osmnácti ročníků a v Československu našel  řadu přátel. 
Až v roce 1953 mu sovětské úřady povolily koncertovat v západní Evropě. První koncert odehrál v Paříži. Od roku 1954 koncertoval po celém světě včetně newyorské Carnegie Hall. Vystupoval s orchestry pod vedením O. Klemperera, E. Ormandyho, H. Karajana, D. Mitropoulose a dalších.
Kromě těchto zahraničních koncertů vystupoval nadále po celé SSSR, kde odehrál ročně více než 100 koncertů. V době svého života odehrál premiéry houslových koncertů, které z velké části byly věnovány jemu osobně. Od roku 1962 také stále častěji vystupoval jako dirigent. 
Stále vyučoval na Moskevské konzervatoři, vychoval celou generaci vynikajících houslistů, jako byli např. jeho syn Igor Oistrach, O. Kagan, G. Kremer, L.Bruhsteinová a další. Jedním z jeho žáků byl i český houslový virtuóz Václav Hudeček.
Náročný pracovní program se projevil na jeho zdraví. V roce 1963 během koncertního turné v USA Oistrach utrpěl silný infarkt. Po uzdravení nerespektoval rady lékařů a znovu se vrátil ke koncertní i pedagogické činnosti. Zemřel 24. října 1974 na selhání srdce v hotelu v Amsterodamu, kde dirigoval cyklus Brahmsových koncertů.  Byl pohřben v Moskvě na Novoděvičím hřbitově. 
Byl držitelem titulu národní umělec SSSR, čestným doktorem hudby univerzity v Cambridgi, čestným členem hudebních akademií v Berlíně, Londýně, Římě, Bostonu, Stockholmu. Byl desetkrát nominován na cenu Grammy za interpretaci klasické hudby a dvakrát zvítězil (rok 1970, 1974). Byl zařazen do gramofonové síně slávy (Grammy Hall od Fame). 

### Umělecký význam

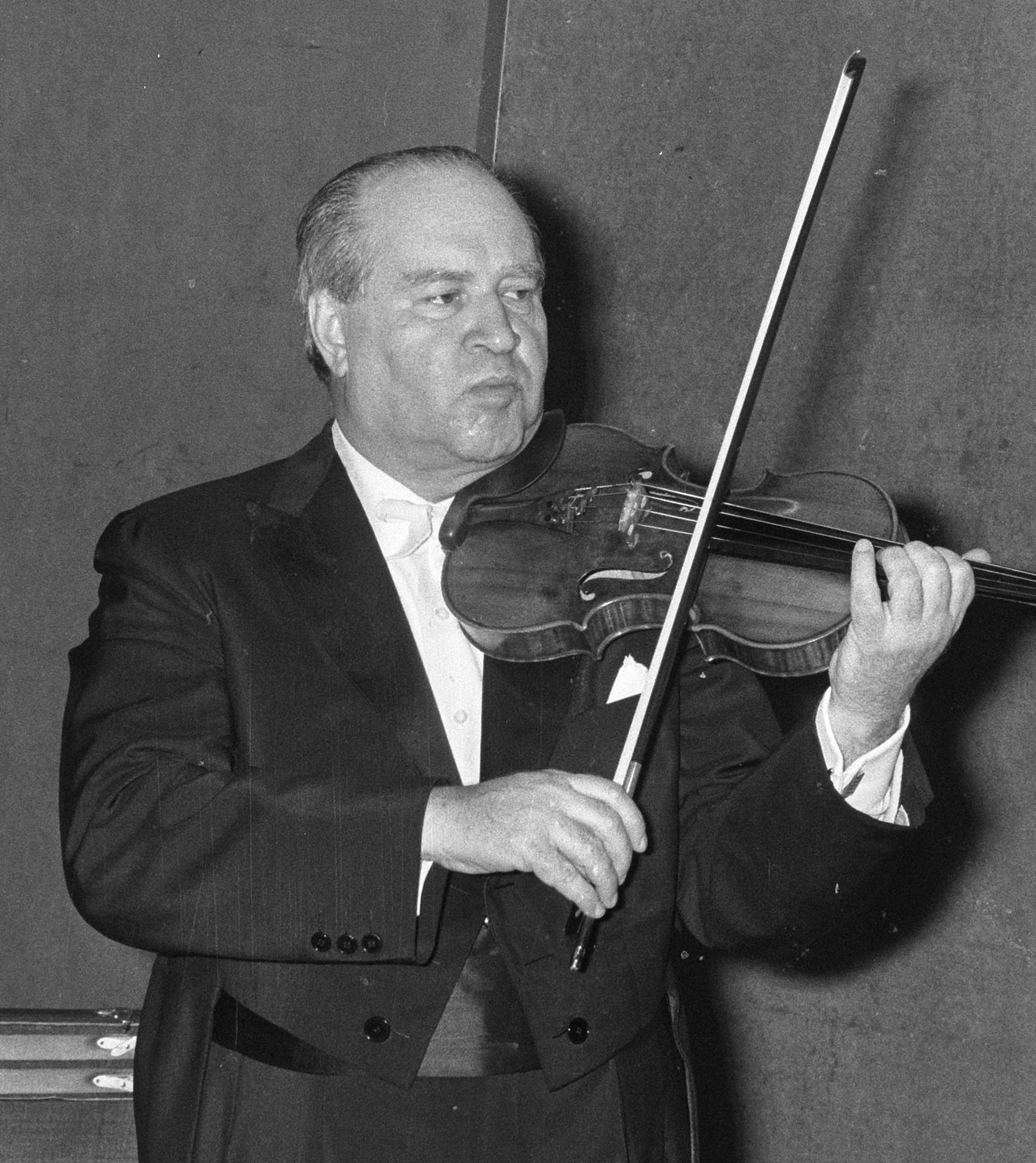
David Oistrach v roce 1972

Po druhé světové válce patřil David Oistrach společně s klavíristou Svjatoslavem Richterem a violoncellistou Mstislavem Rostropovičem k nejznámějším interpretům pocházejícím ze Sovětského svazu. Jeho hra se vyznačovala virtuózním zvládnutím nástroje, technickou dovedností, jasným a teplým zvukem nástroje. Do dnešního dne patří mnohé Oistrachovy nahrávky mezi nejoblíbenější interpretace v oblasti houslové hry. Na gramofonových deskách bylo zaznamenáno na 46 houslových a 48 komorních koncertů. Jeho doménou byla hlavně díla pozdního klasicismu, romantismu, ale i skladby jeho sovětských současníků.  Svými připomínkami k technice houslové hry ovlivnil vznik Prokofjevových prvních houslových sonát nebo houslových koncertů Chačaturjana, Mjaskovského a Šostakoviče.
Od roku 1953 hrál na housle „Conte de Fontana” od mistra houslaře Antonia Stradivariho, které vyměnil v červnu 1966 za „Marsick“, taktéž za nástroj od Antonia Stradivariho z roku 1705. Na tento nástroj hrál až do své smrti.

### Osobní život
V roce 1930 se oženil s koncertní klavíristkou Tamarou Rotarevovou. O rok později se jim narodil syn Igor Oistrach, který se pod jeho vedením stal rovněž úspěšným houslistou. 
Byl celoživotním ctitelem a blízkým přítelem české herečky Jany Dítětové s níž se tajně scházel, když koncertoval v Československu.
Byl výborným šachistou, často hrál se Sergejem Prokofjevem. Jejich zápas v Moskvě v roce 1937 na deset partií vzbudil velký zájem veřejnosti.

## Ocenění
- 1930 – První cena na ukrajinské soutěži
- 1935 – První cena na houslové soutěži Sovětského svazu
- 1935 – Druhá cena na Wieniawského soutěži ve Varšavě (1. cena: Ginette Neveu)
- 1937 – První cena na soutěži E. Ysaye v Bruselu dnes Concours international Reine Elisabeth
- 1975 – Wiener Flötenuhr

### Další ocenění – eponymie
V Praze-Stodůlkách se nachází ulice Oistrachova.

## Houslové skladby věnované Davidu Oistrachovi
- Dmitrij Šostakovič: Houslový koncert č. 1
- Dmitrij Šostakovič: Houslová sonáta (1968)
- Sergej Prokofjev: . Houslová sonáta č. 1 f-moll
- Aram Chačaturjan: Houslový koncert d-moll
- Nikolaj Miaskovskij: Houslový koncert
- Arno Babadžanian: Klavírní trio (1952)